# قصبة أكادير أوفلا
قصبة أڭادير أوفلا هي معلمة تاريخية مغربية تقع في مدينة أڭادير، وكانت تضم المدينة القديمة وتعتبر بمثابة النواة الأولى لأكادير، وقد تأثر جزء كبير منها بزلزال سنة 1960 الذي أصاب المدينة.

## تسمية
تسمية قصبة أكادير المحلية هي أكادير أوفلا. كلمة «أكادير» تعني بالأمازيغية «حصن» و«أوفلا» تعني «أعلاه». لذا فإن التسمية تشير إلى الحصن الموجود في أعلى الجبل.

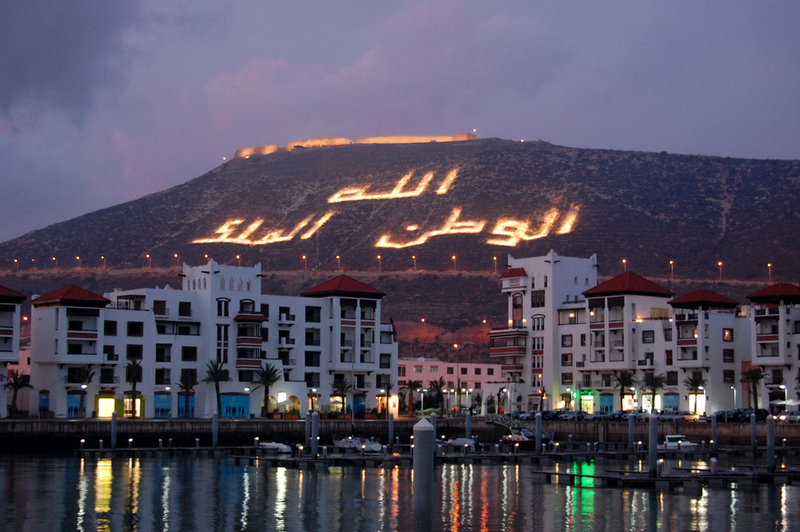
شعار المملكة المغربية (الله الوطن الملك) منقوش على الجبل الذي توجد به قصبة أڭادير أوفلا ويمكن رؤيته بشكل أفضل من مارينا أڭادير

## تاريخ
تأسست قصبة أڭادير أوفلا سنة 1540م على يد السلطان محمد الشيخ السعدي بهدف التحكم في ضرب البرتغاليين الذين إستقروا عند قدم الجبل منذ 1470 م في إطار بحثهم عن طريق الهند، وقد أنشأوا عند الساحل قرب عين فونتي حصناً وأقاموا على سفح الجبل برجا آخر لمراقبته مما دفع السعديين إلى بناء القصبة على قمة نفس الجبل.

### مراحل بناء القصبة
تم بناء القصبة بشكل أساسي لأسباب عسكرية لحماية المدينة ومينائها من الغزوات الأجنبية المحتملة.
- عام 1505: قام القبطان البرتغالي جواو لوبيز دي سيكويرا بوضع الأحجار الأولى لبناء القلعة الصغيرة من أجل حماية مصدر للمياه العذبة.[بحاجة لمصدر]
- عام 1511: شنت قبائل منطقة سوس الهجوم الأول على البرتغاليين الذين استقروا في أكادير.
- في عام 1513: اشترى ملك البرتغال مانويل الأول هذا الحصن الصغير وأطلق عليه اسم سانتا كروز دي كيب دي جير («سانتا كروز دو كابو دي أجوير»).
- عام 1536: أعلن السلطان القائم بأمر الله السعدي الحرب على الغزاة إلى أن استولى ابنه محمد الشيخ المهدي أخيرا على المدينة.
- عام 1540: أصبح محمد الشيخ حاكمًا فقام ببناء القصبة وأحاطها بأبراج محصنة كما نصب ما بين 40 و 50 بندقية للدفاع عن المدينة.

مكّن بناء القصبة فوق قمة نفس السفح الجبلي من الحصول على موقع استراتيجي لقصف المنشآت البرتغالية بالمدفعية عام 1541 وتحرير مدينة أكادير المعروفة بسانتاكروز من الإحتلال البرتغالي. تقلصت أهمية الحصن بعد طرد البرتغاليين إلى أن أعاد عبد الله الغالب بالله بناءه.

### تأثير الزلازل
تم تدمير القصبة لأول مرة في 1755 خلال زلزال لشبونة. ثم أثناء زلزال أكادير سنة 1960.

## القصبة قبل تدميرها

### موقعها
تقع القصبة على قمة جبل في علو حوالي 236 مترًا فوق مستوى سطح البحر في الجانب الشمالي لمدينة أكادير بالقرب من الميناء الحالي.

### مكوناتها
لقد مكن هذا الموقع الاستراتيجي من قصف المنشآت البرتغالية بالمدافع في سنة 1541م ثم تحرير الحصن البرتغالي المسمى «سانتاكروز» وبالتالي تناقصت أهمية الحصن إلى أن أعاد الغالب بالله السعدي بناءها. وقد كان حصن قصبة أڭادير أوفلا قبل الزلزال يتكون من:
- سور خارجي مدعم بالأبراج وله باب مصمم بشكل ملتو وذلك لأغراض دفاعية
- مسجد كبير
- مستشفى
- مبنى الخزينة والبريد
- منازل وازقة وساحات صغرى
- ملاح وهو حي خاص باليهود معبد
- أضرحة من أهمها ضريح سيدي بوجمعة أكناو خاص بطائفة كناوة وضريح للايامنة

## القصبة اليوم

### حوادث السير
في سنة 2019، قررت السلطات المحلية إغلاق قصبة أڭادير أوفلا في وجه السيارات والدراجات النارية، بعد تسجيل المنطقة بشكل متكرر لعدة حوادث سير مميتة، على مستوى المقطع الطرقي المؤدي إلى قصبة أڭادير أوفلا، وقد تقرر السماح فقط لحافلات النقل الحضري وسيارات الأجرة بالولوج للقصبة.

### تأهيل القصبة
مشروع تأهيل قصبة أڭادير أوفلا هو مشروع إنطلق في سنة 2020، ويهدف إلى تأهيل وترميم أسوار القصبة والتزيين الداخلي، والتجريف، وإزالة العناصر الإسمنتية، وتهيئة المرافق الخدماتية، وترميم الأضرحة ووضع نصب تذكاري وتشوير المسارات والمجال المحيط بالقصبة والمؤدي إليها. كما أن المشروع سيتضمن أيضا مرافق سياحية كالمطاعم والمقاهي ومكتب للإرشاد السياحي ومتجر سياحي ومتحف وومواقف للسيارات وغيرها من المرافق. ويندرج هذا المشروع في إطار برنامج التنمية الحضرية لأڭادير 2020 - 2024 الذي أعطى إنطلاقته الملك محمد السادس.

## معرض الصور

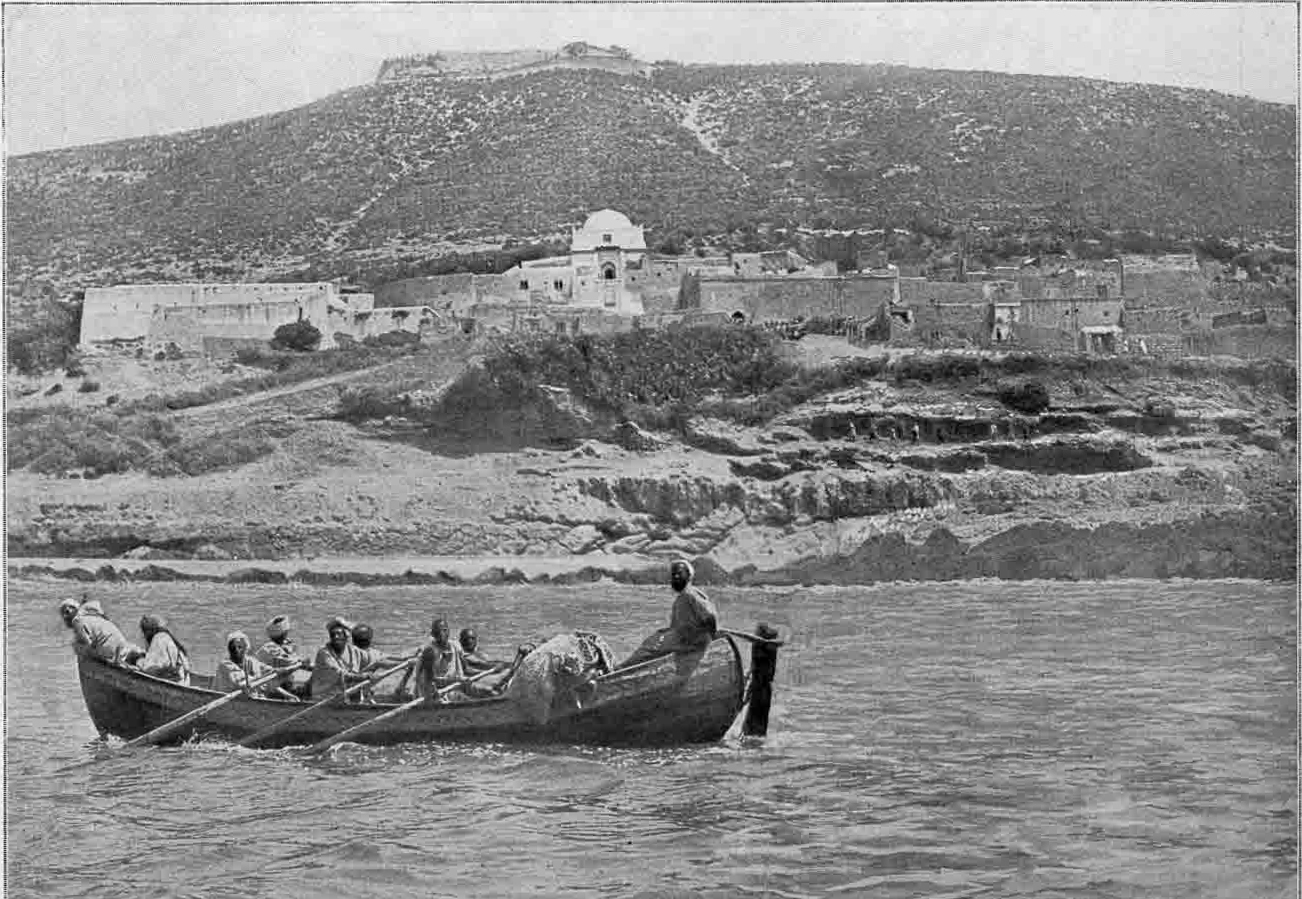
أكادير أوفلا سنة 1905
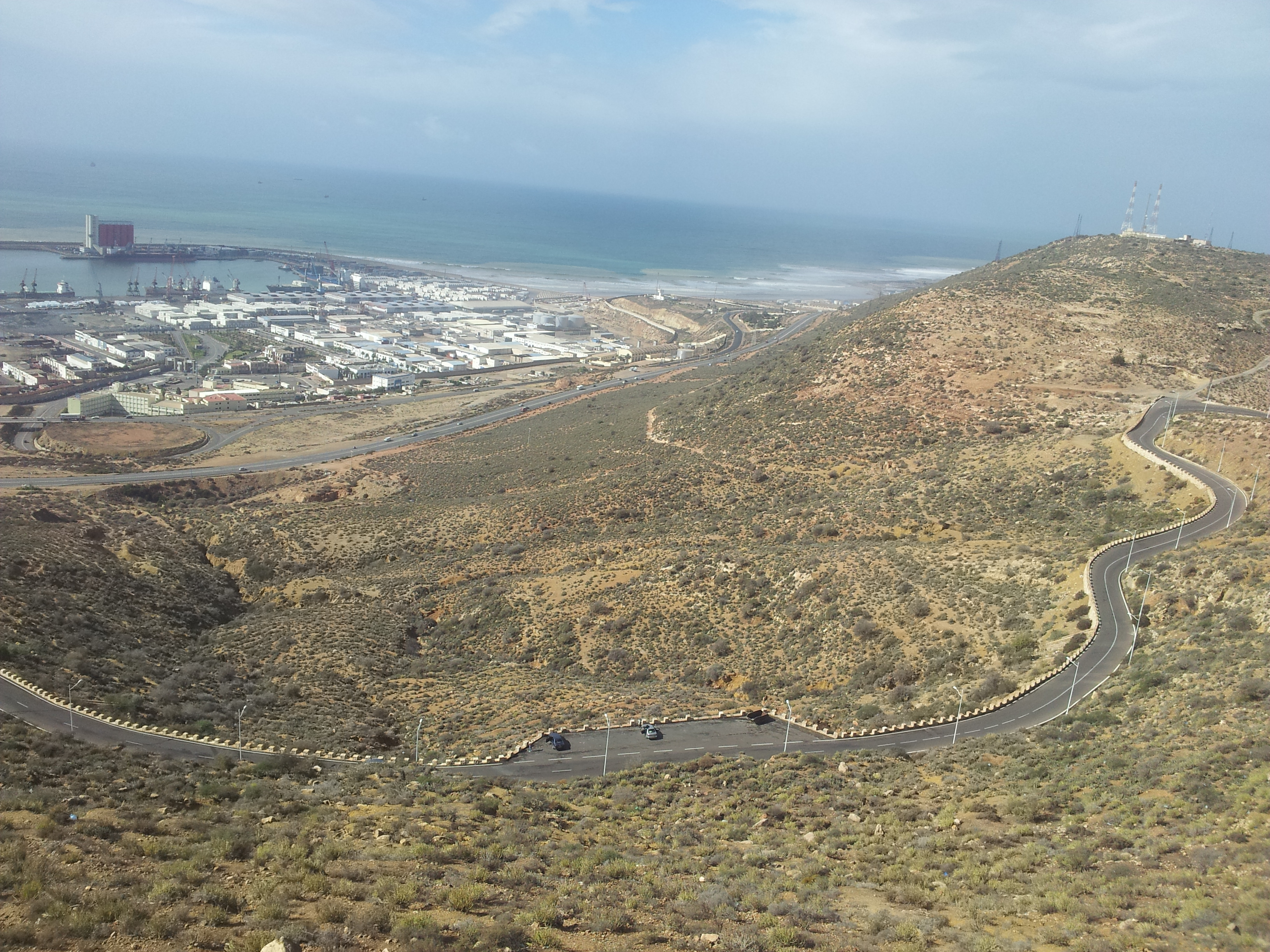
منظر للطريق المؤدية للقصبة وميناء أكادير
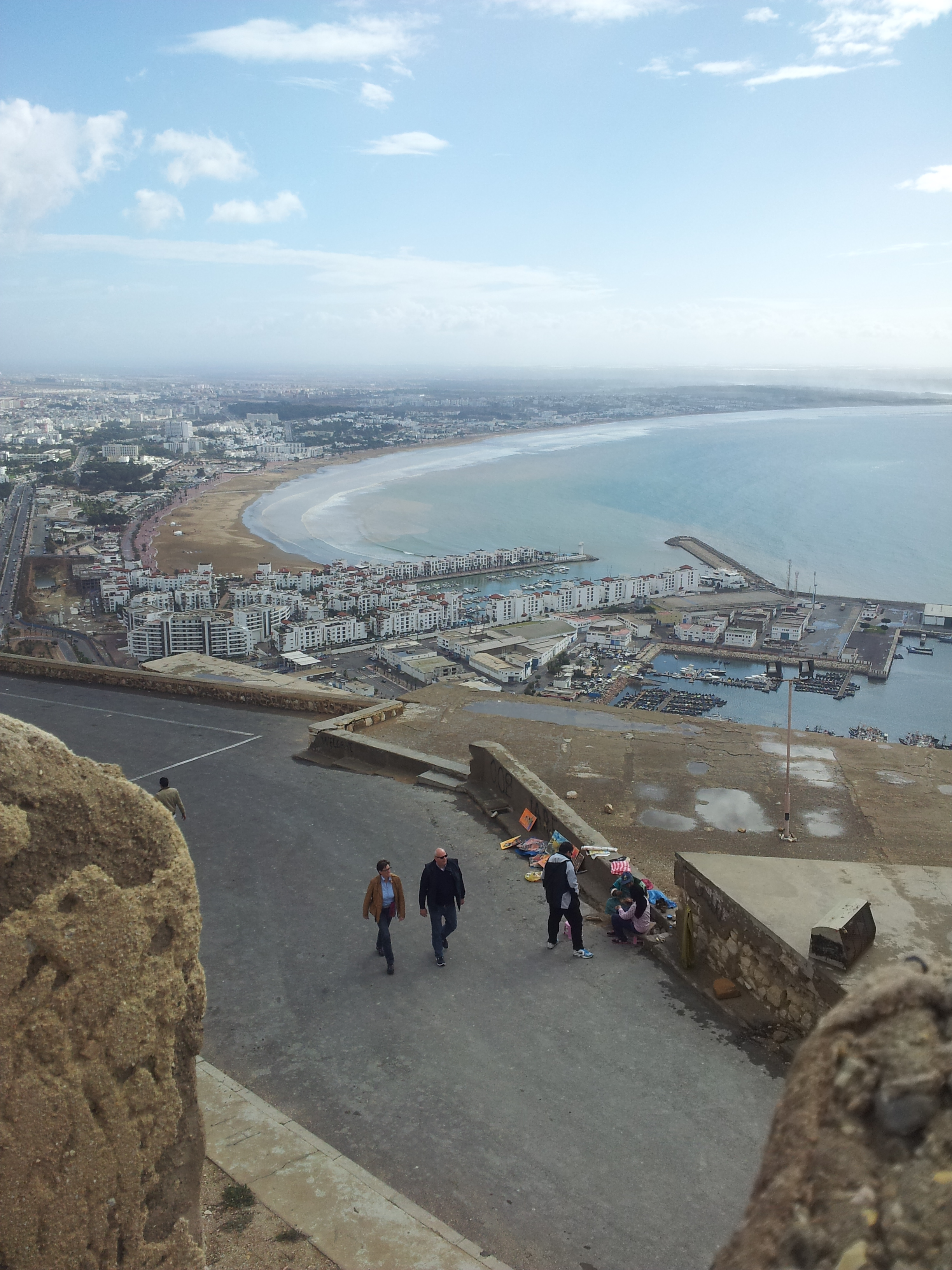
منظر من القصبة على كورنيش شاطئ أكادير
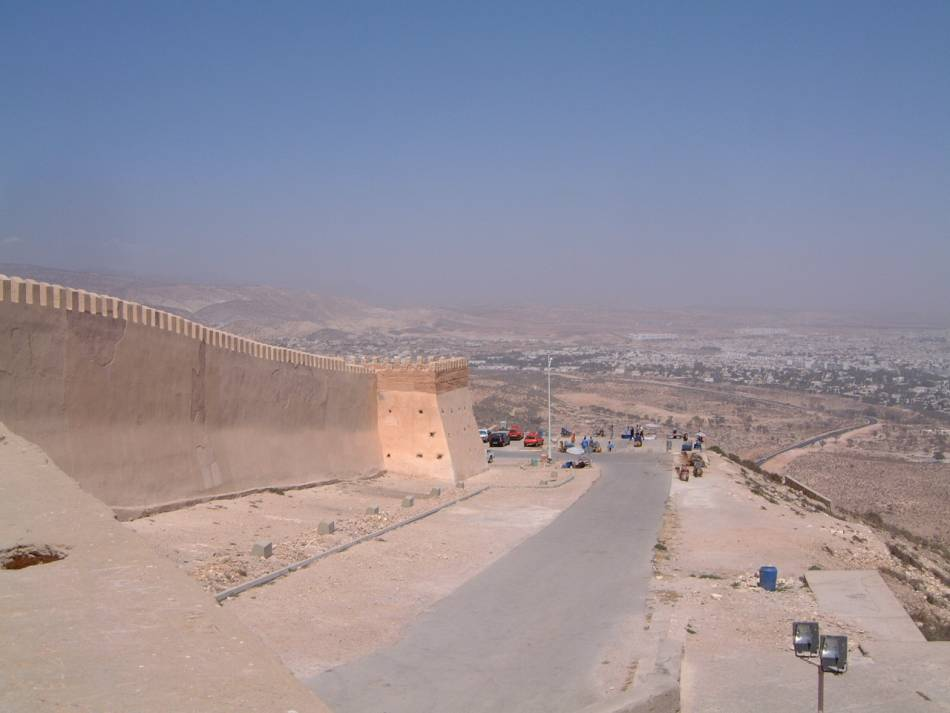
جدران القصبة من الخارج
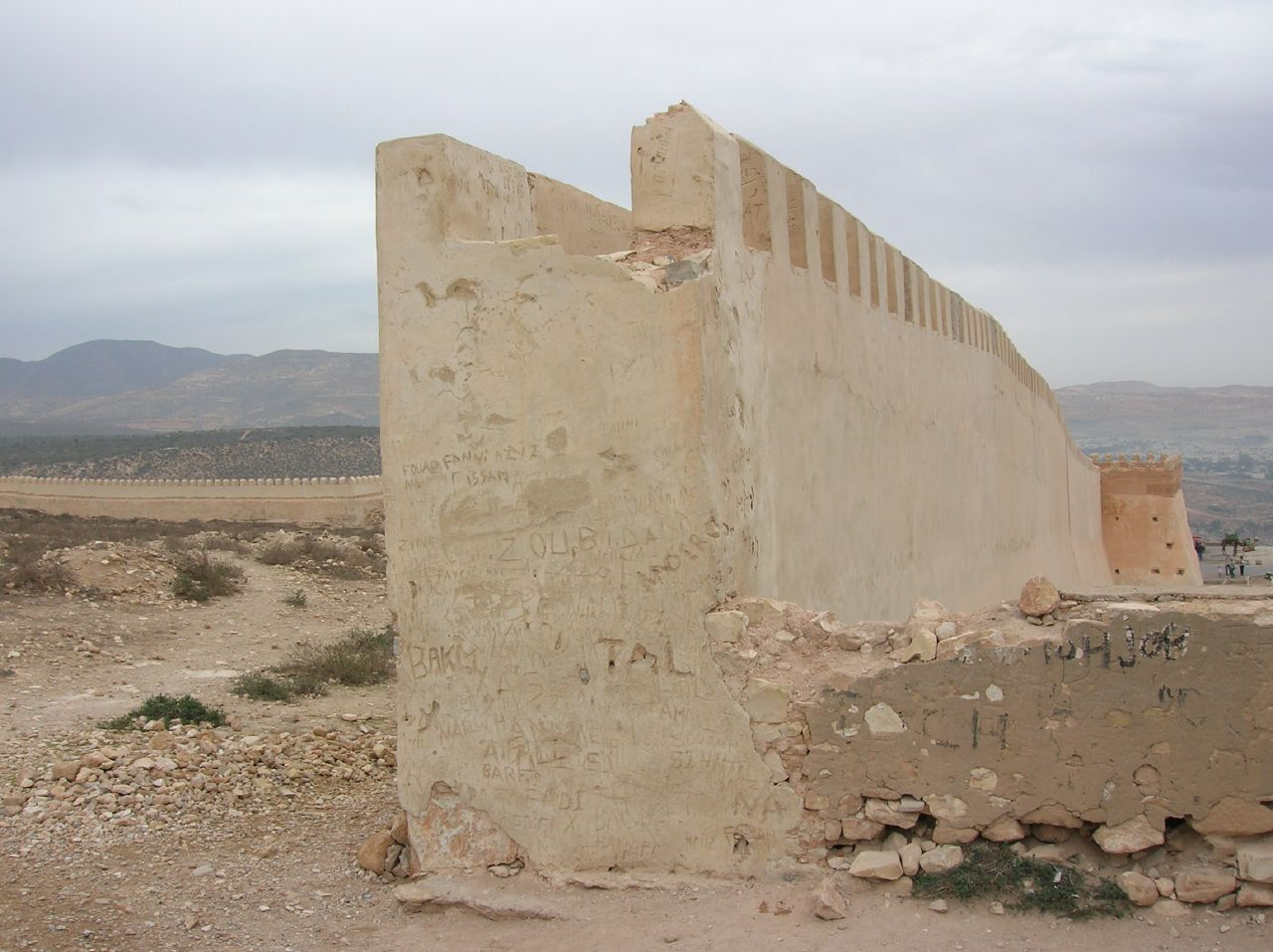
جدران أكادير القصبة من الداخل
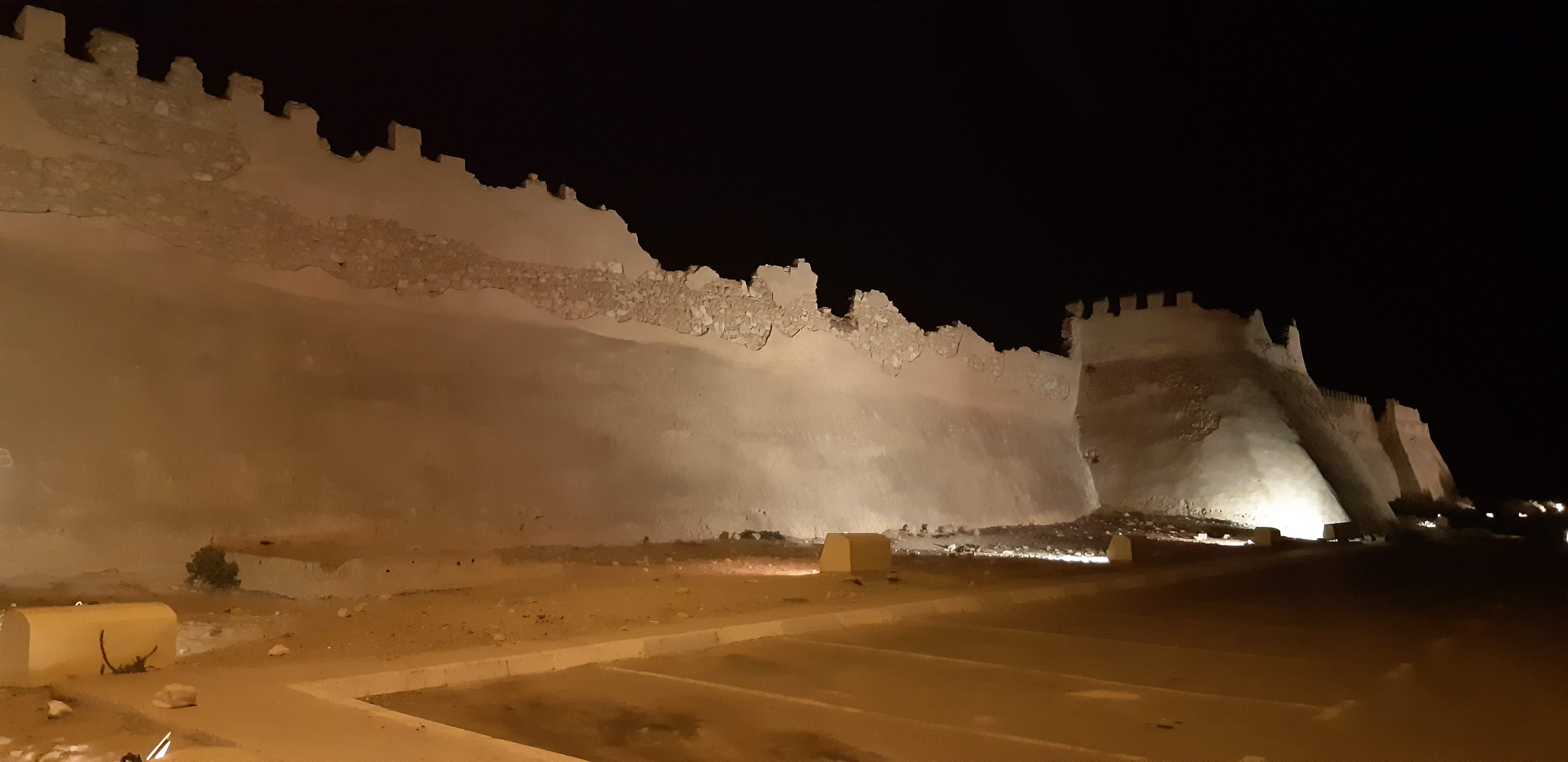
أسوار القصبة في الليل
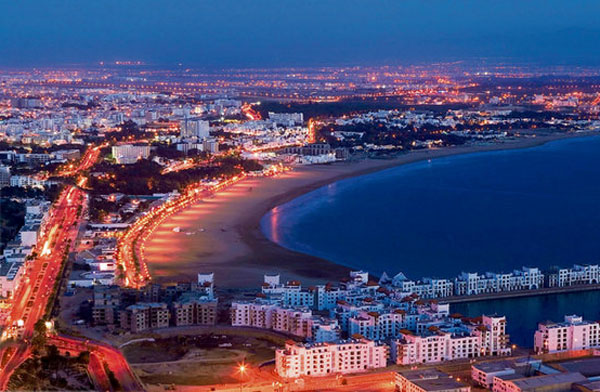
منظر لمدينة أكادير من القصبة ليلا